# دافيد آب هيو
دافيد آب هيو (بالإنجليزية: Dafydd ab Hugh)‏ (22 أكتوبر 1960، لوس أنجلوس في الولايات المتحدة)؛ روائي أمريكي.